# Cletodes brucei
Cletodes brucei is een eenoogkreeftjessoort uit de familie van de Cletodidae. De wetenschappelijke naam van de soort is voor het eerst geldig gepubliceerd in 1901 door Scott T. & A..